# Marc Antoine Granet
Ne doit pas être confondu avec François Omer Granet.
Marc-Antoine Granet est un homme politique français, né le 11 février 1741 à Toulon (Var) où il est mort le 16 juin 1808.

## Biographie
Lieutenant général de la Sénéchaussée de Toulon en 1789, il présida les opérations électorales nécessitées par la convocation des États Généraux. Au mois d'août 1790, il fut nommé administrateur du département du Var par l'assemblée électorale siégeant à Toulon. Trois jours après, l'assemblée administrative du département le choisit comme son président. Granet exerça les fonctions d'administrateur et président du département jusqu'en septembre 1791. L'assemblée électorale du département l'envoya alors siéger à l'Assemblée législative. Selon les annales de la Société d’Études Provençales, il se rallia aux idées des Feuillants et assista avec tristesse aux journées du 20 juin et du 10 août 1792.
Il est président du comité de la Marine de l'Assemblée législative.
Il rédige une douzaine de rapports au nom du Comité de la marine, notamment sur les sujets suivants : sur le traitement des maitres et ouvriers des ports et arsenaux, sur le mode d'embarquement des maîtres à bord des vaisseaux de l'Etat, sur les invalides de la Marine, sur les salaires et paiements relatifs à la Marine, sur les commis du trésor de la Marine, sur la distribution du pain aux ouvriers des ports et arsenaux, sur les consulats de France en pays étrangers, les secours à accorder aux enfants des ouvriers des ports et arsenaux, ou encore sur sur l'administration du port national de Montmartin. En tant membre et président du comité de la Marine, Marc-Antoine Granet fait voter l’uniformisation du système de distribution du pain dans les arsenaux. Les ouvriers obtiennent du pain pour eux et leur famille, en retenue sur leur salaire, payés notamment en assignats, ce qui permet une amélioration notable de leur sort. Il rappelle à cette occasion combien « les ouvriers des ports et arsenaux forment une classe utile et précieuse à la nation."
Selon le Dictionnaire des contemporains, Granet était, "étranger aux troubles qui agitaient l'assemblée, sa conduite fut toujours sage et modérée". 
Après la clôture des séances de l'Assemblée législative Granet resta à Paris. 
Suspect comme collaborateur de Monge et interné pendant 10 mois pendant la Terreur, il est libéré après le 9 Thermidor. 
Le 20 février 1793 il est nommé adjoint au ministère de la Marine où il a la charge notamment des colonies.  Il y resta tant que dura la Convention et sous le Directoire. Il resta chef de bureau au ministère de la Marine sous le Consulat et l'Empire comme chef du bureau du contentieux.  Selon Claude Wanquet, c'est un abolitioniste. 
Marc-Antoine Granet appartenait à la loge toulonnaise La Parfaite Harmonie en 1781, aux côtés de Etienne Aguillon, de Isnard de Cancelade ou de Joseph de Gantès. 
Il se marie sur le tard, à 71 ans, avec la fille de ses voisins de Toulon, Mélanie Rey, âgée alors de 16 ans, le 10 mars 1802, d'où deux filles : Marie-Mélanie (1803 - 1871) qui épouse le comte César Pighetti de Rivasso,  et Adélaïde qui épouse Pierre Nonay. 